# Viaduc de Rouzat
Das Viaduc de Rouzat, auch Viaduc de la Sioule genannt, ist ein Eisenbahnviadukt auf der Strecke von Commentry nach Gannat im Département Allier in der Region Auvergne-Rhône-Alpes.
Das Viaduc de Rouzat überquert die Sioule und die unter ihm ebenfalls den Fluss überquerende D 37 bei dem Ort Rouzat in einer Entfernung von rund 8 Streckenkilometer von Gannat.

## Geschichte
Das Viaduc de Rouzat ist eines der vier aus Guss- und Schmiedeeisen bestehenden Viadukte, die zusammen mit der Strecke in den Jahren 1868 bis 1871 im Auftrag der Compagnie du chemin de fer de Paris à Orléans (PO) gebaut wurden. Alle vier Viadukte entsprechen einem einheitlichen Muster, das Wilhelm Nördling, wie der seit langem in Frankreich tätige Chefingenieur der Eisenbahn PO dort allgemein genannt wurde, als Weiterentwicklung des ebenfalls von ihm geplanten und kurz zuvor fertiggestellten Viaduc de Busseau entworfen hatte.
Nördling beauftragte den ihm als Bauleiter der Eisenbahnbrücke über die Garonne in Bordeaux bekannt gewordenen Gustave Eiffel, der gerade seinen eigenen Eisenbaubetrieb in Levallois-Perret bei Paris eröffnet hatte, mit dem Metallbau des Viaduc de Rouzat und des Viaduc de Neuvial, den ersten, von Eiffel selbständig ausgeführten Brücken. Eiffel erstellte die Ausführungsplanung, die mit Nördlings Genehmigung in einigen Punkten von dessen Entwurfsplanung abwich. Eiffel führte dabei eine Reihe von Änderungen ein, die auch bei nachfolgenden Brücken übernommen wurden.

## Beschreibung
Das insgesamt 181 m lange Viaduc de Rouzat besteht aus einem 162 m langen schmiedeeisernen Fahrbahnträger, der, anders als von Nördling ursprünglich vorgesehen, nicht aus Gitterträgern, sondern aus zwei Fachwerkträgern mit aneinandergereihten Andreaskreuzen gebildet wird und dessen Aussehen sich dadurch an die Pfeiler angleicht. Der Fahrbahnträger ist 4,50 m breit und hat eine Konstruktionshöhe von 4,54 m. An seinen beiden Enden hoch über dem Tal befinden sich gemauerte Widerlager, deren linkes einen Felsabsatz mit einem großen Rundbogen überquert.
Der Fahrbahnträger wird von zwei auf mächtigen Steinsockeln stehenden eisernen Pfeilern gestützt, die ihn in drei Brückenfelder von 55,125 m + 57,75 m + 49,125 m einteilen. Einer der Pfeiler steht im Flussbett des Sioule, der andere zwischen der Straße und dem Hang der Schlucht.
Die tragenden Elemente der Pfeiler sind vier gusseiserne, 5 m hohe Rohre, die in neun Etagen übereinander angeordnet und durch Andreaskreuze sowie horizontale Verstrebungen miteinander verbunden und versteift sind. Außerdem wurden die Rohre mit Beton verfüllt. Sie haben einen Außendurchmesser von 50 cm, ihre Wandstärken nehmen von 4,5 cm nach oben bis auf 3,0 cm ab. Die Pfeiler haben einen sogenannten Anzug, d. h. ihre Außenkanten sind leicht nach innen geneigt, so dass sich die Projektion ihrer Linien in einem Punkt 40 m über den Gleisen treffen. Der Pfeilerkopf ist eine schmucklose 2,50 m × 3,50 m große Plattform, auf der die Lager des Fahrbahnträgers montiert sind. Die unteren drei Etagen sind durch quer zur Fahrbahn ausgespreizte Stützrohre verstärkt, die tief in dem Pfeilersockel verankert sind.
Der Fahrbahnträger wurde auf einem Bauplatz auf der Strecke oberhalb des linken Flussufers montiert und jeweils um die Länge eines Brückenfeldes über das Tal eingeschoben, so dass er als Kran für den Bau der Pfeiler benutzt werden konnte. Eiffel entwickelte dazu einen Vorschubwagen mit einem Waagebalken, um das Gewicht des Trägers gleichmäßig zu verteilen.
Im November 1870 wurden Tests mit rollenden Zügen durchgeführt. Nach einem außergewöhnlich kalten Winter und dem Ende des Deutsch-Französischen Krieges wurde die Strecke am 8. März 1871 zunächst nur für Militärzüge geöffnet, am 19. Juni 1871 auch für den zivilen Verkehr. 
Das Viaduc de Rouzat steht seit 1965 unter Denkmalschutz. Es wurden umfangreiche Sanierungsarbeiten durchgeführt.